# Campeonato Femenino Sub-20 de la OFC 2023
El Campeonato Femenino Sub-20 de la OFC 2023 fue la décima edición de dicho torneo del Campeonato Femenino OFC Sub-19/Sub-20. El campeonato internacional es de carácter bienal. Se disputó en Fiyi del 21 de junio al 8 de julio de 2023.
El campeón Nueva Zelanda y el subcampeón Fiyi se clasificaron para la Copa Mundial Femenina de Fútbol Sub-20 de 2024 en Colombia como representantes de la OFC.

## Fase de grupos
Los dos primeros de cada grupo y los dos mejores terceros clasificados avanzan a los cuartos de final.
Todos los horarios son locales, FJT (GMT+12).

## Grupo A
| Equipo          | Pts | PJ | PG | PE | PP | GF | GC | Dif |
| --------------- | --- | -- | -- | -- | -- | -- | -- | --- |
| Nueva Caledonia | 9   | 3  | 3  | 0  | 0  | 11 | 1  | 10  |
| Samoa           | 6   | 3  | 2  | 0  | 1  | 6  | 4  | 2   |
| Vanuatu         | 3   | 3  | 1  | 0  | 2  | 8  | 7  | 1   |
| Tonga           | 0   | 3  | 0  | 0  | 3  | 1  | 14 | -13 |

| 21 de junio de 2023, 12:00 | Nueva Caledonia | 1:0     | Samoa | Churchill Park, Lautoka                            |                                                    |
|                            | - Pawawi 56'    | Reporte |       | Asistencia: 147 espectadores Árbitra: Torika Delai | Asistencia: 147 espectadores Árbitra: Torika Delai |

| 21 de junio de 2023, 15:00 | Vanuatu                                          | 5:0     | Tonga | Churchill Park, Lautoka                             |                                                     |
|                            | - Aruvuha 11', 14' - Poida 35', 67' - Woka 45+2' | Reporte |       | Asistencia: 1247 espectadores Árbitra: Shama Maemae | Asistencia: 1247 espectadores Árbitra: Shama Maemae |

| 24 de junio de 2023, 12:00 | Nueva Caledonia                                         | 4:1     | Vanuatu    | Churchill Park, Lautoka                            |                                                    |
|                            | - Leme 7' - Honakoko 17' - Naaoutchoue 19' - Hnaune 62' | Reporte | - Woka 51' | Asistencia: 367 espectadores Árbitra: Caleb Downes | Asistencia: 367 espectadores Árbitra: Caleb Downes |

| 24 de junio de 2023, 15:00 | Tonga         | 1:3     | Samoa                           | Churchill Park, Lautoka                               |                                                       |
|                            | - Fakavai 86' | Reporte | - A. Skeers 60' - Avei 67', 75' | Asistencia: 178 espectadores Árbitra: Keith Kitumbing | Asistencia: 178 espectadores Árbitra: Keith Kitumbing |

| 27 de junio de 2023, 12:00 | Tonga | 0:6     | Nueva Caledonia                                                                                     | Churchill Park, Lautoka                            |                                                    |
|                            |       | Reporte | - Hmaen 6' - Boarat 33' - Binet 49' (pen.) - Naaoutchoue 77' - Pocoue-Kasouemi 79' - Honakoko 90+3' | Asistencia: 201 espectadores Árbitra: Shama Maemae | Asistencia: 201 espectadores Árbitra: Shama Maemae |

| 27 de junio de 2023, 15:00 | Samoa                                             | 3:2     | Vanuatu                 | Churchill Park, Lautoka                            |                                                    |
|                            | - T. Skeers 48' - Kavick 86' (a.g.) - Dowsing 88' | Reporte | - Aruvuha 1' - Vuti 76' | Asistencia: 200 espectadores Árbitra: Torika Delai | Asistencia: 200 espectadores Árbitra: Torika Delai |

## Grupo B
| Equipo             | Pts | PJ | PG | PE | PP | GF | GC | Dif |
| ------------------ | --- | -- | -- | -- | -- | -- | -- | --- |
| Nueva Zelanda      | 6   | 2  | 2  | 0  | 0  | 14 | 0  | 14  |
| Fiyi               | 3   | 2  | 1  | 0  | 1  | 2  | 3  | -1  |
| Papúa Nueva Guinea | 0   | 2  | 0  | 0  | 2  | 0  | 13 | -3  |

| 22 de junio de 2023, 16:00 | Nueva Zelanda                        | 3:0     | Fiyi | HFC Bank Stadium, Suva                                 |                                                        |
|                            | - Pijnenburg 15' - Trewhitt 65', 74' | Reporte |      | Asistencia: 400 espectadores Árbitra: David Yareboinen | Asistencia: 400 espectadores Árbitra: David Yareboinen |

| 25 de junio de 2023, 16:00 | Nueva Zelanda                                                                           | 11:0    | Papúa Nueva Guinea | HFC Bank Stadium, Suva                            |                                                   |
|                            | - Elliott 3' - Cook 12', 20', 24', 54' - Errington 18', 71' - Benson 21', 37', 48', 56' | Reporte |                    | Asistencia: 150 espectadores Árbitra: Timothy Niu | Asistencia: 150 espectadores Árbitra: Timothy Niu |

| 28 de junio de 2023, 16:00 | Fiyi                     | 2:0     | Papúa Nueva Guinea | HFC Bank Stadium, Suva                               |                                                      |
|                            | - Tabua 40' - Buka 90+4' | Reporte |                    | Asistencia: 400 espectadores Árbitra: Carlito Martin | Asistencia: 400 espectadores Árbitra: Carlito Martin |

## Grupo C
| Equipo        | Pts | PJ | PG | PE | PP | GF | GC | Dif |
| ------------- | --- | -- | -- | -- | -- | -- | -- | --- |
| Islas Cook    | 4   | 2  | 1  | 1  | 0  | 1  | 0  | 1   |
| Islas Salomón | 3   | 2  | 1  | 0  | 1  | 1  | 1  | 0   |
| Tahití        | 1   | 2  | 0  | 1  | 1  | 0  | 1  | -1  |

| 22 de junio de 2023, 19:00 | Tahití | 0:1     | Islas Salomón | HFC Bank Stadium, Suva                              |                                                     |
|                            |        | Reporte | - Masi 50'    | Asistencia: 200 espectadores Árbitra: Chris Bennett | Asistencia: 200 espectadores Árbitra: Chris Bennett |

| 25 de junio de 2023, 19:00 | Tahití | 0:0     | Islas Cook | HFC Bank Stadium, Suva                               |                                                      |
|                            |        | Reporte |            | Asistencia: 150 espectadores Árbitra: Tellos Kaufusi | Asistencia: 150 espectadores Árbitra: Tellos Kaufusi |

| 28 de junio de 2023, 19:00 | Islas Salomón | 0:1     | Islas Cook    | HFC Bank Stadium, Suva                               |                                                      |
|                            |               | Reporte | - Tuariki 49' | Asistencia: 274 espectadores Árbitra: Mohammed Altaf | Asistencia: 274 espectadores Árbitra: Mohammed Altaf |

## Ranking de los mejores terceros lugares
Debido a que los grupos tienen un número diferente de equipos, los resultados contra los equipos en cuarto lugar en grupos de cuatro equipos no se tendrán en cuenta para esta clasificación.
| Pos. | Grupo | Equipo             | Pts | PJ | PG | PE | PP | GF | GC | Dif |
| ---- | ----- | ------------------ | --- | -- | -- | -- | -- | -- | -- | --- |
| 1    | C     | Tahití             | 1   | 2  | 0  | 1  | 1  | 0  | 1  | -1  |
| 2    | A     | Vanuatu            | 0   | 2  | 0  | 0  | 2  | 3  | 7  | -4  |
| 3    | B     | Papúa Nueva Guinea | 0   | 2  | 0  | 0  | 2  | 0  | 13 | -13 |

## Equipos clasificados
Los ganadores y segundos de cada uno de los tres grupos y los dos mejores terceros clasificados avanzan a los cuartos de final.
| Pos. | Ganadores       | Subcampeones  | Tercer lugar       |
| A    | Nueva Caledonia | Samoa         | Vanuatu            |
| B    | Nueva Zelanda   | Fiyi          | Papúa Nueva Guinea |
| C    | Islas Cook      | Islas Salomón | Tahití             |

### Cuadro de desarrollo
|  | Cuartos de final | Cuartos de final |               |    | Semifinal     | Semifinal     |  |  | Final | Final |
|  |                  |                  |               |    |               |               |  |  |       |       |
|  |                  |                  |               |    |               |               |  |  |       |       |
|  |                  |                  |               |    |               |               |  |  |       |       |
|  | Samoa (p.)       | 1 (4)            |               |    |               |               |  |  |       |       |
|  | Samoa (p.)       | 1 (4)            |               |    |               |               |  |  |       |       |
|  | Tahití           | 1 (3)            |               |    |               |               |  |  |       |       |
|  | Tahití           | 1 (3)            | Samoa         | 1  |               |               |  |  |       |       |
|  |                  |                  | Samoa         | 1  |               |               |  |  |       |       |
|  |                  | Fiyi             | 3             |    |               |               |  |  |       |       |
|  | Nueva Caledonia  | Fiyi             | 3             | 0  |               |               |  |  |       |       |
|  | Nueva Caledonia  |                  |               | 0  |               |               |  |  |       |       |
|  | Fiyi             | 1                |               |    |               |               |  |  |       |       |
|  | Fiyi             | 1                | Fiyi          | 0  |               |               |  |  |       |       |
|  |                  |                  | Fiyi          | 0  |               |               |  |  |       |       |
|  |                  | Nueva Zelanda    | 7             |    |               |               |  |  |       |       |
|  | Nueva Zelanda    | Nueva Zelanda    | 7             | 19 |               |               |  |  |       |       |
|  | Nueva Zelanda    |                  |               | 19 |               |               |  |  |       |       |
|  | Islas Salomón    | 0                |               |    |               |               |  |  |       |       |
|  | Islas Salomón    | 0                | Nueva Zelanda | 5  |               |               |  |  |       |       |
|  |                  |                  | Nueva Zelanda | 5  |               |               |  |  |       |       |
|  |                  | Islas Cook       | 0             |    | Tercer puesto | Tercer puesto |  |  |       |       |
|  | Islas Cook       | Islas Cook       | 0             | 2  | Tercer puesto | Tercer puesto |  |  |       |       |
|  | Islas Cook       |                  |               | 2  |               |               |  |  |       |       |
|  | Vanuatu          | 1                |               |    |               |               |  |  |       |       |
|  | Vanuatu          | 1                | Samoa         | 2  |               |               |  |  |       |       |
|  |                  |                  |               |    |               |               |  |  |       |       |
|  | Islas Cook       | 1                |               |    |               |               |  |  |       |       |
|  | Islas Cook       | 1                |               |    |               |               |  |  |       |       |

### Cuartos de final
| 1 de julio de 2023 | Samoa                                                                       | 1:1 (0:0, 0:0) (t. s.)(4–3 p.) | Tahití                                                                       | HFC Bank Stadium, Suva, Fiyi                      |                                                   |
| 15:00              | - Taeaoalii 45+1'                                                           | Reporte                        | - Vivish 79' (pen.)                                                          | Asistencia: 250 espectadores Árbitra: Timothy Niu | Asistencia: 250 espectadores Árbitra: Timothy Niu |
|                    |                                                                             | Tiros desde el punto penal     |                                                                              |                                                   |                                                   |
|                    | - Lilii Moa - Stuart - Fesolai - A. Skeers - Dowsing - Humphries - Taeoalii |                                | - Le Gayic - Haoatai - Vivish - El Hadj Kaddour - Hamblin - Launduren - Tagi |                                                   |                                                   |

| 1 de julio de 2023 | Nueva Caledonia | 0:1     | Fiyi         | HFC Bank Stadium, Suva, Fiyi                       |                                                    |
| 19:00              |                 | Reporte | - Mereia 85' | Asistencia: 400 espectadores Árbitra: Caleb Downes | Asistencia: 400 espectadores Árbitra: Caleb Downes |

| 2 de julio de 2023 | Nueva Zelanda | 19:0    | Islas Salomón | HFC Bank Stadium, Suva, Fiyi                         |                                                      |
| 15:00              | - McCann 9', 28', 34' - Nathan 13', 43', 51', 88', 90' - Benson 14', 55', 62' - Canham 16', 39' - Bercelli 19', 22', 36', 74' - Pijnenburg 45' - Colpi 68' | Reporte |               | Asistencia: 100 espectadores Árbitra: Tellos Kaufusi | Asistencia: 100 espectadores Árbitra: Tellos Kaufusi |

| 2 de julio de 2023 | Islas Cook            | 2:1     | Vanuatu       | HFC Bank Stadium, Suva, Fiyi                         |                                                      |
| 19:00              | - Taia 20' - Mapu 65' | Reporte | - Aruvuha 31' | Asistencia: 300 espectadores Árbitra: Carlito Martin | Asistencia: 300 espectadores Árbitra: Carlito Martin |

### Semifinales
| 5 de julio de 2023 | Samoa                  | 1:3     | Fiyi                                 | HFC Bank Stadium, Suva, Fiyi                       |                                                    |
| 15:00              | - A. Skeers 86' (pen.) | Reporte | - Alfred 44' - Ana 45+3' - Singh 69' | Asistencia: 500 espectadores Árbitra: Shama Maemae | Asistencia: 500 espectadores Árbitra: Shama Maemae |

| 5 de julio de 2023 | Nueva Zelanda                                                                 | 5:0     | Islas Cook | HFC Bank Stadium, Suva, Fiyi                       |                                                    |
| 19:00              | - Rouru 22' (a.g.) - Pijnenburg 26' - Colpi 45+2' - Nathan 70' - Bercelli 87' | Reporte |            | Asistencia: 150 espectadores Árbitra: Torika Delai | Asistencia: 150 espectadores Árbitra: Torika Delai |

### Por el tercer lugar
| 8 de julio de 2023 | Samoa                         | 2:1     | Islas Cook  | HFC Bank Stadium, Suva, Fiyi                       |                                                    |
| 13:00              | - A. Skeers 78', 90+7' (pen.) | Reporte | - Enoka 89' | Asistencia: 100 espectadores Árbitra: Torika Delai | Asistencia: 100 espectadores Árbitra: Torika Delai |

### Final
| 8 de julio de 2023 | Fiyi | 0:7 | Nueva Zelanda                                                                            | HFC Bank Stadium, Suva, Fiyi |                       |
| 19:00              |      |     | - Elliott 13', 31' - McCann 40' - Nathan 52', 65' - Mortlock 74' - Pijnenberg 78' (pen.) | Árbitra: Shama Maemae        | Árbitra: Shama Maemae |

| Bandera de Nueva Zelanda |
| Campeón Nueva Zelanda    |
| 8° título                |

## Clasificados a laCopa Mundial Femenina Sub-20 de 2024
El 10 de octubre de 2023, la FIFA incrementó el número de participantes en la Copa Mundial Femenina Sub-20 de 2024, otorgando una plaza más a la OFC, que fue asignada al subcampeón del torneo.
| Bandera de Nueva Zelanda | Bandera de Fiyi |
| Nueva Zelanda            | Fiyi            |